# Harry Rawson
Harry Rawson (Walton, 5 novembre 1843 – Londra, 3 novembre 1910) è stato un ammiraglio inglese.
È ricordato per la ferocia mostrata nel corso della spedizione punitiva del Benin, avvenuta nel 1897, durante la quale incendiò e saccheggiò diverse città del Regno del Benin, oggi parte della Nigeria, i cui abitanti si erano ribellati al dominio britannico. Successivamente ricoprì la carica di Governatore del Nuovo Galles del Sud.

## Vita privata
Harry Rawson nacque il 5 novembre 1843 a Walton, figlio di Christopher Rawson. Fu educato alla Eastman's Royal Naval Academy e al Marlborough College.
Nell'ottobre 1871, ad Arrow nel Cheshire,sposò Florence Alice Stewart Shaw, figlia di John Ralph. La coppia ebbe cinque figli.

## Vita militare
Nel 1857, si arruolò nella Royal Navy, e nel 1860 prese parte alla seconda guerra dell'oppio partecipando alla presa dei forti di Taku. Nel 1877 dopo la promozione al grado di capitano gli venne assegnato il comando della Minotaur. Nel 1882, durante la guerra anglo-egiziana fu Principal Transport Officer. Nel 1883 divenne capitano dell'ammiraglia della Mediterranean Fleet. Nel 1885, fu nominato capitano della riserva navale di Devonport. Tornò in servizio in mare come capitano della HMS Benbow nel 1889.
L'ammiraglio Rawson fu nominato comandante della Cape of Good Hope Station nel 1895. Durante il suo periodo al comando ebbe luogo la spedizione punitiva in Benin, ritenuta di limitata importanza e vista come un modello di azione svolta con coordinazione ed efficienza.

### Onorificenze
| 80px UK         | Cavaliere di Gran Croce dell'Ordine del Bagno (GCB)                     | 1906 |
| 80px UK         | Cavaliere commendatore dell'Ordine del Bagno (KCB)                      | 1897 |
|                 | Cavaliere di Gran Croce dell'ordine di San Michele e San Giorgio (GCMG) | 1909 |
|                 | Second China War Medal                                                  |      |
|                 | Egypt Medal                                                             |      |
|                 | Medaglia per il lungo servizio e la buona condotta                      |      |
| 80px di Osmanie | Ordine di Osmanie, terza classe (Impero ottomano)                       |      |
|                 | Gran Croce dell'Ordine della Stella Brillante di Zanzibar (Zanzibar)    |      |
|                 | Ordine di Hamondieh (Impero ottomano)                                   | 1898 |
|                 | Decorazione civica (Belgio)                                             |      |
|                 | Khedive's Star (Egitto)                                                 |      |